# Castanea
- Commons
- Wikispecies

Castanea é um género botânico pertencente à família Fagaceae.

## Espécies
- Castanea alnifolia
- Castanea crenata
- Castanea dentata
- Castanea henryi
- Castanea mollissima
- Castanea ozarkensis
- Castanea pumila
- Castanea sativa
- Castanea seguinii